# إدغار برلانغا
إدغار لويس برلانغا الابن (بالإنجليزية: .Edgar Luis Berlanga Jr)‏ (وُلد في 18 مايو 1997) هو ملاكم محترف أمريكي والذي تحدى على لقب بطل العالم الموحد في الوزن فوق المتوسط في عام 2024.

## الحياة المبكرة
وُلد برلانغا في مجتمع نيويوركان الكبير في بروكلين، لأبوين من بورتوريكو. بدأ ممارسة الملاكمة في سن السابعة. كطفل، كان معجبًا بشدة بفيليكس ترينيداد، بطل العالم السابق الذي كان يقاتل في كثير من الأحيان في ماديسون سكوير جاردن. وعند سؤاله عن خلفيته الثقافية، قال برلانغا: "أشعر أنني بورتوريكي مئة في المئة... وُلدت هناك، لكنني أنتمي هنا. أنا بورتوريكي للغاية". كما أكد أن معظم أفراد عائلته لا يزالون يقيمون في بورتوريكو، وأنه عندما يُشارك في المباريات، فهو يمثلهم ويمثل "علمهم الجميل".

## مسيرته في ملاكمة الهواة
بدأ برلانغا ممارسة الملاكمة في سن السابعة، وحقق رقماً قياسياً في ملاكمة الهواة بلغ 162 انتصاراً مقابل 17 هزيمة.

## مسيرته في الملاكمة المحترفة

### بداية مسيرته
دَشَّن برلانغا مسيرته الاحترافية في 29 أبريل 2016، محققًا فوزًا بالضربة القاضية في الجولة الأولى (KO) ضد خورخي بيدروزا في جزيرة سان ماركوس في مدينة أغواسكاليينتس بالمكسيك. منذ ذلك الحين، تمكن من تحقيق سجل احترافي بلغ 22 فوزاً من دون أي هزيمة، مع 17 فوزاً بالضربة القاضية، 16 منها كانت في الجولة الأولى.

### السعي وراء الرقم القياسي
بحلول أواخر عام 2020، تحسن سجل برلانغا إلى 16-0، مع تحقيقه لجميع انتصاراته في الجولة الأولى، مما لفت انتباه وسائل الإعلام وهو يقترب من تحطيم الرقم القياسي العالمي الرسمي لأكبر عدد من الانتصارات بالضربة القاضية في الجولة الأولى على التوالي، والذي كان يحمله علي الريمي. في 12 ديسمبر 2020، عادل برلانغا رقم أوتو الصغير عندما أوقع أوليسيس سييرا بالضربة القاضية في الجولة الأولى.
لكن سعي برلانغا لتحطيم الرقم القياسي العالمي للضربات القاضية المتتالية في الجولة الأولى انتهى في 24 أبريل 2021، عندما اضطر للقتال حتى النهاية، ليحقق فوزاً بقرار بالإجماع ضد ديموند نيكولسون في مباراته الاحترافية السابعة عشر.

### مارسيلو إستيبان
في 9 أكتوبر 2021، ضمن فعاليات نزالات تحت البطاقة لفعالية تايسون فيوري ضد ديونتاي وايلدر الثالث، تمكن برلانغا من تجاوز سقوطه في الجولة التاسعة أمام منافسه السابق على لقب الـWBO مارسيلو إستيبان كوسيريس، ليحقق فوزه الاحترافي الثامن عشر على التوالي. فاز برلانغا بقرار إجماعي، حيث كانت جميع بطاقات الحكام تشير إلى النتيجة 96-93.

### حادثة عض الكتف
أثار برلانغا الجدل بسبب حادثة وقعت خلال مباراته ضد روامير ألكسيس أنغولو في 11 يونيو 2022، حيث حاول برلانغا، الذي كان في حالة من الإحباط، عض كتف أنغولو. لم يلاحظ الحكم ريكي غونزاليس الحادثة في حينها. واستمر برلانغا في المباراة ليحقق فوزًا بقرار إجماعي. في اليوم التالي، مزح برلانغا عن الحادث قائلاً: "كنت على وشك أن أعمل مثل مايك تايسون معه".
لاقى برلانغا انتقادات شديدة بسبب هذا التعليق، وقام بالاعتذار لاحقًا. كما فرضت لجنة ولاية نيويورك الرياضية غرامة مالية قدرها 10,000 دولار على برلانغا، وقررت إيقافه عن الملاكمة المهنية لمدة ستة أشهر بسبب الحادث.

### برلانغا ضد مكروي
في 24 فبراير 2024، في أورلاندو بولاية فلوريدا، واجه برلانغا بادرايغ مكروي في مباراة من 12 جولة في الوزن فوق المتوسط. فاز برلانغا في المباراة بالضربة الفنية القاضية (TKO) في الجولة السادسة.

### برلانغا ضد كانيلو
في 14 سبتمبر 2024 تحدى برلانغا ساول ألفاريز على ألقابه في الوزن فوق المتوسط (WBA وWBC وWBO)، في تي موبايل أرينا في لاس فيغاس. انتهت المباراة بخسارة برلانغا بقرار إجماعي لصالح كانيلو.

## سجل المواجهات
| #  | النتيجة | السجل | الخصم                   | النوع  | الجولة، الزمن | التاريخ        | المكان                                   | ملحوظة                                         |
| -- | ------- | ----- | ----------------------- | ------ | ------------- | -------------- | ---------------------------------------- | ---------------------------------------------- |
| 1  | فوز     | 1–0   | خورخي بيدروزا           | ض.ق.   | 1 (4)، 1:02   | 29 أبريل 2016  | إسلا سان ماركوس، أغواسكاليينتس           |                                                |
| 2  | فوز     | 2–0   | خوسيه أنطونيو ليوس نيري | ض.ق.   | 1 (4)، 0:49   | 16 يونيو 2016  | أوديتوريو هيرمانوس كاريون، أغواسكاليينتس |                                                |
| 3  | فوز     | 3–0   | خوسيه ألبرتو ليال       | ض.ق.ف. | 1 (4)، 2:40   | 18 نوفمبر 2016 | كانتشا الرابع سينتاريو، أغواسكاليينتس    |                                                |
| 4  | فوز     | 4–0   | كريستوفر ساليرنو        | ض.ق.ف. | 1 (4)، 1:14   | 24 مارس 2017   | مركز أورلاندو للأحداث المباشرة، أورلاندو |                                                |
| 5  | فوز     | 5–0   | صادق محمد               | ض.ق.   | 1 (4)، 0:41   | 9 سبتمبر 2017  | ريزورتس وورلد كازينو، نيويورك            |                                                |
| 6  | فوز     | 6–0   | إنريكي غاييغوس          | ض.ق.ف. | 1 (6)، 1:42   | 29 سبتمبر 2018 | ريزورتس وورلد كازينو، نيويورك            |                                                |
| 7  | فوز     | 7–0   | جايمي باربوزا           | ض.ق.ف. | 1 (6)، 2:42   | 26 يناير 2018  | شوغرهاوس كازينو، فيلادلفيا               |                                                |
| 8  | فوز     | 8–0   | آرون غارسيا             | ض.ق.ف. | 1 (6)، 1:24   | 9 يونيو 2018   | مسرح الملوك، نيويورك                     |                                                |
| 9  | فوز     | 9–0   | غريغوري كلارك           | ض.ق.ف. | 1 (6)، 2:29   | 29 سبتمبر 2018 | مسرح الملوك، نيويورك                     |                                                |
| 10 | فوز     | 10–0  | سمير دوس سانتوس باربوسا | ض.ق.ف. | 1 (8)، 0:46   | 20 أبريل 2019  | ماديسون سكوير جاردن، نيويورك             |                                                |
| 11 | فوز     | 11–0  | غيورغي فارجو            | ض.ق.   | 1 (8)، 0:43   | 25 مايو 2019   | ماديسون سكوير جاردن، نيويورك             |                                                |
| 12 | فوز     | 12–0  | غريغوري ترينل           | ض.ق.ف. | 1 (8)، 2:24   | 10 أغسطس 2019  | مركز لياكوراس، فيلادلفيا                 |                                                |
| 13 | فوز     | 13–0  | سيزار نونيز             | ض.ق.ف. | 1 (8)، 2:45   | 14 ديسمبر 2019 | ماديسون سكوير جاردن، نيويورك             |                                                |
| 14 | فوز     | 14–0  | إريك مون                | ض.ق.   | 1 (8)، 1:02   | 21 يوليو 2020  | مركز إم جي إم غراند للمؤتمرات، بارادايس  |                                                |
| 15 | فوز     | 15–0  | لانيل بيلوز             | ض.ق.ف. | 1 (8)، 1:29   | 17 أكتوبر 2020 | مركز إم جي إم غراند للمؤتمرات، بارادايس  |                                                |
| 16 | فوز     | 16–0  | أوليسيس سييرا           | ض.ق.ف. | 1 (8)، 2:41   | 12 ديسمبر 2020 | مركز إم جي إم غراند للمؤتمرات، لاس فيغاس |                                                |
| 17 | فوز     | 17–0  | ديموند نيكولسون         | ق.إ.   | 8             | 24 أبريل 2021  | سيلفر سبرز أرينا، كيسيمي                 |                                                |
| 18 | فوز     | 18–0  | مارسيلو إستيبان كوسيريس | ق.إ.   | 10            | 9 أكتوبر 2021  | تي موبايل أرينا، لاس فيغاس               | فاز بلقب أمريكا الشمالية للوزن فوق المتوسط     |
| 19 | فوز     | 19–0  | ستيف رولز               | ق.إ.   | 10            | 19 مارس 2022   | مسرح هولو، نيويورك                       | حافظ على لقب أمريكا الشمالية للوزن فوق المتوسط |
| 20 | فوز     | 20–0  | روامر ألكسيس أنغولو     | ق.إ.   | 10            | 11 يونيو 2022  | مسرح هولو، نيويورك                       | حافظ على لقب أمريكا الشمالية للوزن فوق المتوسط |
| 21 | فوز     | 21–0  | جايسون كويغلي           | ق.إ.   | 12            | 24 يونيو 2023  | مسرح هولو، نيويورك                       | حافظ على لقب أمريكا الشمالية للوزن فوق المتوسط |
| 22 | فوز     | 22–0  | بادريغ مكروي            | ض.ق.ف. | 6 (12)، 2:44  | 24 فبراير 2024 | كاريب رويال أورلاندو، أورلاندو           |                                                |
| 23 | خسارة   | 22–1  | ساول ألفاريز            | ق.إ.   | 12            | 24 فبراير 2024 | تي موبايل أرينا، لاس فيغاس               | كان النزال على ألقاب (WBA وWBC وWBO)           |

## وصلات خارجية
- إدغار برلانغا على موقع بوكس ريك (الإنجليزية) (registration required)